# Le Cœur et la Raison (Sayers)
Le Cœur et la raison (Gaudy Night dans l'édition originale britannique) est un roman policier britannique publié par Dorothy L. Sayers en 1935. C'est le 10e roman de la série mettant en scène Lord Peter Wimsey, l'aristocrate détective amateur.

## Résumé
À l’occasion du Gaudy (fête où d'ancie(ne)s étudiant(e)s d'un college d'Oxford reviennent sur place), Harriet Vane retourne à Oxford pour la première fois et revoit d’anciennes amies et professeures de Shrewsbury College. Peu après, Letitia Martin, la doyenne, lui apprend par courrier que des lettres anonymes et du vandalisme troublent la quiétude des lieux et menacent depuis quelque temps la réputation de l’établissement.
Harriet accepte de lui venir en aide et passe plusieurs mois dans les murs du college, prétextant des recherches sur l’écrivain Sheridan Le Fanu. Elle s'occupe en réalité de mener son enquête et de dresser une liste de suspects. L'isolement et la réflexion stimulent également les questionnements de la jeune femme à l’égard de ses propres aspirations et la conduisent à réévaluer sa relation avec Lord Peter Wimsey.
Incidemment, ce dernier arrive un jour à Oxford pour lui prêter main-forte : les menaces s’intensifient depuis quelques jours et la petite communauté du college est très anxieuse. Personne n’arrive en effet à identifier le responsable de ces actions de plus en plus violentes ni les raisons qui le poussent à agir ainsi.

## Personnages
- Lord Peter Wimsey : détective amateur et aristocrate raffiné.
- Harriet Vane : autrice de romans policiers.
- Mervyn Bunter : fidèle valet de Lord Peter.
- Letitia Martin : doyenne de Shrewsbury College.
- Helen de Vine : chercheuse nouvellement arrivée à Shrewsbury College.
- Miss Lydgate : professeure de lettres et ancienne préceptrice de Harriet Vane.
- Dr Baring : présidente de Shrewsbury College.
- Miss Hillyard : professeure d’histoire de Shrewsbury College.
- Phoebe Tucker : ancienne amie de faculté de Harriet Vane.
- Lord Saint-George : étudiant de Christ Church, neveu de Lord Peter.
- Reggie Pomfret : étudiant de Queen's College.
- Miss Burrows : bibliothécaire de Shrewsbury College.
- Annie Wilson : dame de service à Shrewsbury College
- Padgett : portier de Shrewsbury College.

## Particularités du roman
- Le Cœur et la raison est le troisième roman de la série Lord Peter où apparaît le personnage de Harriet Vane. Cette dernière est la véritable héroïne et occupe seule l’avant-plan du récit pendant près de la moitié du roman.
- Shrewsbury College s'inspire de Somerville College, où Dorothy L. Sayers elle-même avait été étudiante. Ce dernier fut parmi les premiers colleges à admettre des femmes.
- L'intrigue de ce roman policier est ténue. L’autrice cherche à se dédouaner des contraintes du genre pour écrire une étude psychologique et brosser une fresque du statut de la femme dans l’Angleterre des années 1930.

## Honneurs
Le Cœur et la raison occupe la 4e place au classement des cent meilleurs romans policiers de tous les temps établi en 1990 par la Crime Writers' Association.
Le Cœur et la raison occupe également la 18e place au classement américain des cent meilleurs livres policiers établi par l'association des Mystery Writers of America en 1995.

## Éditions
Éditions originales en anglais
- (en) Dorothy L. Sayers, Gaudy Night, Londres, Victor Gollancz Limited, 1935

Édition française
- (fr) Dorothy L. Sayers (auteur) et Daniel Verheyde (traducteur) (trad. de l'anglais), Le Cœur et la raison [« Gaudy Night »], Villeneuve-d’Ascq, Presses universitaires du Septentrion, coll. « Domaines anglophones », 2012, 444 p. (ISBN 978-2-7574-0413-3, BNF 42789090)

## Adaptation
- 1987 : Gaudy Night, mini-série de la BBC, réalisée par Michael Simpson, avec Edward Petherbridge (Lord Peter Wimsey) et Harriet Walter (Harriet Vane).

## Référence
- LeRoy Lad Panek, British Mystery : Histoire du roman policier classique anglais, Amiens, Encrage, 1990, p. 111-113.  (ISBN 2-906389-18-8)